# Androni Giocattoli-Sidermec/Saison 2016
Diese Liste beschreibt die Mannschaft und die Erfolge des Radsportteams Androni Giocattoli-Sidermec in der Saison 2016.

## Erfolge in der UCI Europe Tour
In der Saison 2016 gelangen dem Team nachstehende Erfolge in der UCI Europe Tour.
| Datum         | Rennen                                 | Kat. | Sieger            |
| ------------- | -------------------------------------- | ---- | ----------------- |
| 20. Mai       | 1. Etappe Tour of Bihor - Bellotto     | 2.2  | Egan Bernal       |
| 21. Mai       | 2. Etappe Tour of Bihor - Bellotto     | 2.2  | Marco Benfatto    |
| 22. Mai       | 3. Etappe Tour of Bihor - Bellotto     | 2.2  | Marco Benfatto    |
| 19.–22. Mai   | Gesamtwertung Tour of Bihor - Bellotto | 2.2  | Egan Bernal       |
| 3. Juni       | 1. Etappe Boucles de la Mayenne        | 2.1  | Francesco Chicchi |
| 10. Juli      | 4. Etappe Sibiu Cycling Tour           | 2.1  | Davide Viganò     |
| 29. Juli      | 2. Etappe Portugal-Rundfahrt           | 2.1  | Francesco Gavazzi |
| 17. September | Memorial Marco Pantani                 | 1.1  | Francesco Gavazzi |

## Erfolge in der UCI Asia Tour
In der Saison 201 gelangen dem Team nachstehende Erfolge in der UCI Asia Tour.
| Datum             | Rennen                         | Kat. | Sieger           |
| ----------------- | ------------------------------ | ---- | ---------------- |
| 9. September      | 1. Etappe Tour of China I      | 2.1  | Marco Benfatto   |
| 10. September     | 2. Etappe Tour of China I      | 2.1  | Marco Benfatto   |
| 12. September     | 3. Etappe Tour of China I      | 2.1  | Raffaello Bonusi |
| 13. September     | 4. Etappe Tour of China I      | 2.1  | Mattia De Marchi |
| 16. September     | 6. Etappe Tour of China I      | 2.1  | Marco Benfatto   |
| 9.–16. September  | Gesamtwertung Tour of China I  | 2.1  | Raffaello Bonusi |
| 19. September     | 1. Etappe Tour of China II     | 2.1  | Marco Benfatto   |
| 24. September     | 4. Etappe Tour of China II     | 2.1  | Marco Benfatto   |
| 25. September     | 5. Etappe Tour of China II     | 2.1  | Marco Benfatto   |
| 18.–25. September | Gesamtwertung Tour of China II | 2.1  | Marco Benfatto   |

## Erfolge in den Nationalen Straßen-Radsportmeisterschaften
In den Rennen der Nationalen Straßen-Radsportmeisterschaften 2016 konnte das Team nachstehende Titel erringen.
| Datum    | Rennen                                      | Fahrer          |
| -------- | ------------------------------------------- | --------------- |
| 24. Juni | Rumänische Meisterschaft – Einzelzeitfahren | Serghei Țvetkov |

## Zugänge – Abgänge
| Zugänge           | Team 2015                                  | Abgänge            | Team 2016          |
| ----------------- | ------------------------------------------ | ------------------ | ------------------ |
| Mirko Selvaggi    | Wanty-Groupe Gobert                        | Emanuele Sella     | Laufbahn beendet   |
| Francesco Gavazzi | Southeast                                  | Gianfranco Zilioli | Nippo-Vini Fantini |
| Daniele Ratto     | UnitedHealthcare Professional Cycling Team | Jackson Rodriguez  |                    |
| Davide Viganò     | Team Idea                                  | Andrea Zordan      | Team Roth          |
| Giorgio Cecchinel | Southeast                                  | Carlos Galviz      |                    |
| Rodolfo Torres    | Colombia                                   | František Paďour   |                    |
| Egan Bernal       | Neoprofi                                   | Fabio Taborre      |                    |
| Luca Pacioni      | Neoprofi                                   | Yonder Godoy       |                    |
|                   |                                            | Simone Stortoni    |                    |
|                   |                                            | Oscar Gatto        | Tinkoff            |
|                   |                                            | Davide Appollonio  |                    |
|                   |                                            | John Ebsen         | ONE Pro Cycling    |

## Mannschaft
| Teamkader 2016                                             | Teamkader 2016     | Teamkader 2016 | Teamkader 2016                       |
| Name                                                       | Geburtsdatum       | Land           | Vorheriges Team                      |
| ---------------------------------------------------------- | ------------------ | -------------- | ------------------------------------ |
| Davide Ballerini                                           | 21. September 1994 | Italien        | Unieuro Wilier (2015)                |
| Manuel Belletti                                            | 14. Oktober 1985   | Italien        | Wilier Triestina-Southeast (2016)    |
| Marco Benfatto                                             | 6. Januar 1988     | Italien        | Astana Continental (2014)            |
| Alessandro Bisolti                                         | 7. März 1985       | Italien        | Nippo-Vini Fantini (2016)            |
| Raffaello Bonusi (1. Aug.–31. Dez., Stagiaire)             | 31. Januar 1992    | Italien        | General Store Bottoli Zardini (2016) |
| Mattia Cattaneo                                            | 25. Oktober 1990   | Italien        | Lampre-Merida (2016)                 |
| Luca Chirico                                               | 16. Juli 1992      | Italien        | Bardiani CSF (2016)                  |
| Marco Frapporti                                            | 30. März 1985      | Italien        | Idea (2012)                          |
| Mattia Frapporti                                           | 2. Juli 1994       | Italien        | Unieuro Wilier (2016)                |
| Francesco Gavazzi                                          | 1. August 1984     | Italien        | Southeast (2015)                     |
| Matteo Malucelli                                           | 20. Oktober 1993   | Italien        | Idea 2010 ASD (2015)                 |
| Fausto Masnada                                             | 6. November 1993   | Italien        | Colpack (2016)                       |
| Kevin Rivera                                               | 28. Juni 1998      | Costa Rica     |                                      |
| Iván Sosa                                                  | 31. Oktober 1997   | Kolumbien      |                                      |
| Matteo Spreafico                                           | 15. Februar 1993   | Italien        | Idea 2010 ASD (2015)                 |
| Rodolfo Torres                                             | 21. März 1987      | Kolumbien      | Colombia (2015)                      |
| Andrea Vendrame                                            | 20. Juli 1994      | Italien        | Zalf Euromobil Désirée Fior (2016)   |
|                                                            |                    |                |                                      |
| Quellen: ProCyclingStats Cycling Quotient Cycling Archives |                    |                |                                      |